# Cahaya Pardomuan
Cahaya Pardomuan is een bestuurslaag in het regentschap Batu Bara van de provincie Noord-Sumatra, Indonesië. Cahaya Pardomuan telt 1356 inwoners (volkstelling 2010).